# BlackBerry Enterprise Server
BlackBerry Enterprise Server (BES) est le nom d'une application type MDM (intergiciel / logiciel tiers / middleware) qui fait partie de la solution de synchronisation sans fil de la société BlackBerry
BES permet de faire le lien entre des serveurs de Messagerie et de collaboration (Microsoft Exchange, Lotus Domino, Novell GroupWise) et des assistants numériques personnels ou smartphones Blackberry. Cette couche applicative permet notamment de faire suivre les courriels et de synchroniser les informations tels que le calendrier et le carnet d'adresse.
BES est capable de gérer un nombre important d'utilisateurs sur un serveur.
Il embarque les dernières politiques de sécurités de BlackBerry et permet différents types de chiffrements (AES ou Triple DES entre autres).
Le BES dispose également de Blackberry Balance. Il s'agit d'un double système qui permet, sur les terminaux, de séparer et de protéger les informations professionnelles aussi bien que personnels. Il crée deux espaces distincts ce qui permet de laisser une autonomie sur la partition personnelle alors que la partition travail peut être gérée par le MDM BES
La mise à disposition de BlackBerry Administration API permet, en outre, de créer des applications compatibles

## BES 12
Blackberry dévoile BlackBerry Enterprise Server version 12 le 27 février 2014 lors du Mobile World Congess 2014. La suite BES 12 devient disponible à la fin de l’année 2014.
La rétrocompatibilité est totale sur tous les terminaux possibles avec, en plus des BlackBerry OS10, les terminaux fonctionnant sous Android, Windows Phone et iOs.